# Berge Furre

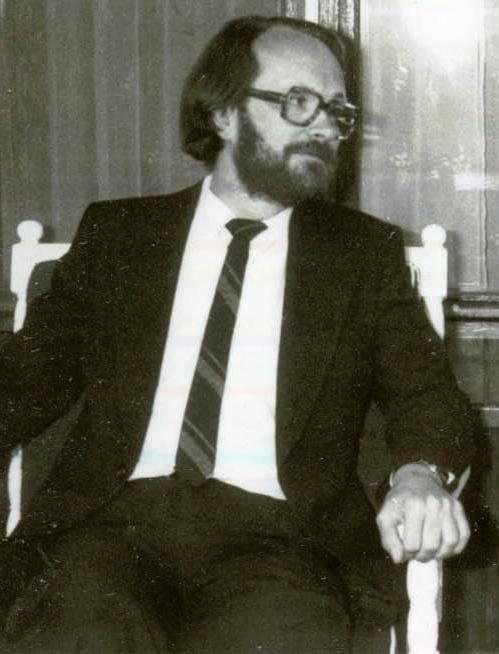
Berge Furre (1978)

Berge Ragnar Furre (* 13. April 1937 in Sjernarøy, Finnøy; † 11. Januar 2016) war ein norwegischer Politiker, Historiker und Professor für Theologie an der Universität von Oslo.

## Leben
Furre war von 1973 bis 1977 Mitglied des Storting für die Sozialistische Linkspartei, deren parlamentarischer Vorsitzender er von 1975 bis 1976 war. Von 1976 bis 1983 war er als Nachfolger von Berit Ås Vorsitzender der Partei.
Er war 1985 und 1986 Professor für Geschichte an der Universität Tromsø und ab 1991 Professor für Kirchengeschichte an der Universität Oslo. Seit 2003 war er Mitglied der Norwegischen Nobelkommission zur Ernennung der Träger des Friedensnobelpreises und wurde im gleichen Jahr zum stellvertretenden Leiter gewählt. Furre veröffentlichte auch mehrere Bücher, vor allem zu historischen und politische Themen über Norwegen.

## Bibliografie
- 1990: Soga om Lars Oftedal ISBN 82-521-3468-8 – über den Pfarrer Lars Oftedal
- 1992: Norsk historie 1905-1990: vårt hundreår (Norwegische Geschichte 1905-1990: in unseren Jahrhundert) ISBN 82-521-3487-4
- 2000: Norsk historie 1914-2000 Industrisamfunnet – frå vokstervisse til framtidstvil (Norwegische Geschichte 1914-2000) ISBN 978-82-521-5187-9